# Saison 1982-1983 de la LHJMQ
Saison précédente Saison suivante
La saison 1981-1982 est la quatorzième saison de hockey sur glace de la Ligue de hockey junior majeur du Québec. Le Junior de Verdun remporte la Coupe du président en battant en finale les Chevaliers de Longueuil. 

## Contexte
La ligue connaît sa première expansion depuis la saison 1973-1974 et passe ainsi à onze équipes : les Voltigeurs de Drummondville et les Chevaliers de Longueuil intègrent la ligue. Les divisions sont recréées après une saison de disparition. En parallèle, les Castors de Sherbrooke déménagent à Saint-Jean-sur-Richelieu et deviennent les Castors de Saint-Jean et le Junior de Montréal déménage à Verdun devient le Junior de Verdun. 

## Saison régulière

### Classement
| Clt | Équipe                      | Division | PJ | V  | D  | N | BP  | BC  | Pts |
| --- | --------------------------- | -------- | -- | -- | -- | - | --- | --- | --- |
| 1   | Voisins de Laval            | Lebel    | 70 | 53 | 17 | 0 | 452 | 305 | 106 |
| 2   | Cataractes de Shawinigan    | Dilio    | 70 | 52 | 16 | 2 | 406 | 232 | 106 |
| 3   | Juniors de Verdun           | Lebel    | 70 | 50 | 19 | 1 | 486 | 303 | 101 |
| 4   | Chevaliers de Longueuil     | Lebel    | 70 | 37 | 29 | 4 | 349 | 333 | 78  |
| 5   | Saguenéens de Chicoutimi    | Dilio    | 70 | 37 | 32 | 1 | 397 | 388 | 75  |
| 6   | Draveurs de Trois-Rivières  | Dilio    | 70 | 31 | 38 | 1 | 393 | 414 | 63  |
| 7   | Castors de Saint-Jean       | Lebel    | 70 | 28 | 37 | 5 | 375 | 421 | 61  |
| 8   | Olympiques de Hull          | Lebel    | 70 | 30 | 40 | 0 | 393 | 406 | 60  |
| 9   | Remparts de Québec          | Dilio    | 70 | 27 | 43 | 0 | 317 | 396 | 54  |
| 10  | Bisons de Granby            | Lebel    | 70 | 20 | 48 | 2 | 343 | 469 | 42  |
| 11  | Voltigeurs de Drummondville | Dilio    | 70 | 11 | 57 | 2 | 249 | 491 | 24  |

- En gras : champion de la saison régulière
- En italique : qualifié pour les séries

### Meilleurs pointeurs
| Joueur             | Équipe               | PJ | B   | A   | Pts | Pun |
| ------------------ | -------------------- | -- | --- | --- | --- | --- |
| Patrick LaFontaine | Verdun               | 70 | 104 | 130 | 234 | 10  |
| Claude Verret      | Trois-Rivières       | 68 | 73  | 115 | 188 | 21  |
| Mario Lemieux      | Laval                | 66 | 84  | 100 | 184 | 76  |
| Sylvain Turgeon    | Hull                 | 67 | 54  | 109 | 163 | 103 |
| Paul Adey          | Hull                 | 70 | 58  | 104 | 162 | 14  |
| Jean-Maurice Cool  | Verdun               | 70 | 65  | 84  | 149 | 98  |
| Roberto Lavoie     | Chicoutimi           | 59 | 57  | 79  | 136 | 48  |
| Benoit Doucet      | Hull                 | 68 | 61  | 75  | 136 | 53  |
| Guy Pigeon         | Saint-Jean et Québec | 71 | 56  | 77  | 133 | 28  |
| Gerard Gallant     | Saint-Jean et Verdun | 62 | 54  | 74  | 128 | 244 |

## Séries éliminatoires
Les huit premières équipes de la saison régulière jouent les séries éliminatoires à l'issue desquelles la vainqueur remporte la Coupe du président.
|  | Quarts de finale | Quarts de finale           | Quarts de finale | Quarts de finale         |   |                         | Demi-finales | Demi-finales | Demi-finales | Demi-finales |  |  | Finale | Finale | Finale | Finale |
|  |                  |                            |                  |                          |   |                         |              |              |              |              |  |  |        |        |        |        |
|  |                  |                            |                  |                          |   |                         |              |              |              |              |  |  |        |        |        |        |
|  |                  |                            |                  |                          |   |                         |              |              |              |              |  |  |        |        |        |        |
|  | 1                | Voisins de Laval           | 4                | 4                        |   |                         |              |              |              |              |  |  |        |        |        |        |
|  | 1                | Voisins de Laval           | 4                | 4                        |   |                         |              |              |              |              |  |  |        |        |        |        |
|  | 8                | Olympiques de Hull         | 3                | 3                        |   |                         |              |              |              |              |  |  |        |        |        |        |
|  | 8                | Olympiques de Hull         | 3                | 3                        | 1 | Voisins de Laval        | 1            | 1            |              |              |  |  |        |        |        |        |
|  |                  |                            |                  |                          | 1 | Voisins de Laval        | 1            | 1            |              |              |  |  |        |        |        |        |
|  |                  |                            | 4                | Chevaliers de Longueuil  | 4 | 4                       |              |              |              |              |  |  |        |        |        |        |
|  | 4                | Chevaliers de Longueuil    | 4                | Chevaliers de Longueuil  | 4 | 4                       | 4            | 4            |              |              |  |  |        |        |        |        |
|  | 4                | Chevaliers de Longueuil    |                  |                          |   |                         |              | 4            |              |              |  |  |        |        |        |        |
|  | 5                | Saguenéens de Chicoutimi   | 0                | 0                        |   |                         |              |              |              |              |  |  |        |        |        |        |
|  | 5                | Saguenéens de Chicoutimi   | 0                | 0                        | 4 | Chevaliers de Longueuil | 1            | 1            |              |              |  |  |        |        |        |        |
|  |                  |                            |                  |                          | 4 | Chevaliers de Longueuil | 1            | 1            |              |              |  |  |        |        |        |        |
|  |                  |                            | 3                | Juniors de Verdun        | 4 | 4                       |              |              |              |              |  |  |        |        |        |        |
|  | 3                | Juniors de Verdun          | 3                | Juniors de Verdun        | 4 | 4                       | 4            | 4            |              |              |  |  |        |        |        |        |
|  | 3                | Juniors de Verdun          |                  |                          |   |                         |              |              |              |              |  |  |        |        |        |        |
|  | 6                | Draveurs de Trois-Rivières | 0                | 0                        |   |                         |              |              |              |              |  |  |        |        |        |        |
|  | 6                | Draveurs de Trois-Rivières | 0                | 0                        | 3 | Juniors de Verdun       | 4            | 4            |              |              |  |  |        |        |        |        |
|  |                  |                            |                  |                          | 3 | Juniors de Verdun       | 4            | 4            |              |              |  |  |        |        |        |        |
|  |                  |                            | 2                | Cataractes de Shawinigan | 2 | 2                       |              |              |              |              |  |  |        |        |        |        |
|  | 2                | Cataractes de Shawinigan   | 2                | Cataractes de Shawinigan | 2 | 2                       | 4            | 4            |              |              |  |  |        |        |        |        |
|  | 2                | Cataractes de Shawinigan   |                  |                          |   |                         |              | 4            |              |              |  |  |        |        |        |        |
|  | 7                | Castors de Saint-Jean      | 0                | 0                        |   |                         |              |              |              |              |  |  |        |        |        |        |
|  | 7                | Castors de Saint-Jean      | 0                | 0                        |   |                         |              |              |              |              |  |  |        |        |        |        |
|  |                  |                            |                  |                          |   |                         |              |              |              |              |  |  |        |        |        |        |

## Équipes d'étoiles
La ligue sélectionne trois équipes d'étoiles.

### Première équipe
- Gardien de but : Mario Gosselin, Cataractes de Shawinigan
- Défenseur gauche : Jean-Jacques Daigneault, Chevaliers de Longueuil
- Défenseur droit : Michel Petit, Castors de Saint-Jean
- Ailier gauche : Sylvain Turgeon, Olympiques de Hull
- Centre : Patrick LaFontaine, Juniors de Verdun
- Ailier droit : Bobby Mormina, Chevaliers de Longueuil
- Entraîneur : Jacques Lemaire, Chevaliers de Longueuil

### Deuxième équipe
- Gardien de but : Luc Guenette, Remparts de Québec
- Défenseur gauche : Jocelyn Gauvreau, Bisons de Granby
- Défenseur droit : Bobby Dollas, Voisins de Laval
- Ailier gauche : Claude Vilgrain, Voisins de Laval et Ronald Choules, Draveurs de Trois-Rivières
- Centre : Mario Lemieux, Voisins de Laval
- Ailier droit : Denis Dore, Saguenéens de Chicoutimi
- Entraîneur : Ron Lapointe, Cataractes de Shawinigan

### Troisième équipe
- Gardien de but : Patrick Roy, Bisons de Granby
- Défenseur gauche : André Villeneuve, Saguenéens de Chicoutimi
- Défenseur droit : Sylvain Côté, Remparts de Québec
- Ailier gauche : Gerard Gallant, Juniors de Verdun
- Centre : Claude Verret, Draveurs de Trois-Rivières
- Ailier droit : Yves Courteau, Voisins de Laval
- Entraîneur : Pierre Creamer, Juniors de Verdun

## Trophées
Trois récompenses collectives et dix individuelles sont décernées.

### Récompenses collectives
- Coupe du président (champions des séries éliminatoires) : Juniors de Verdun
- Trophée Jean-Rougeau (champions de la saison régulière) : Voisins de Laval
- Trophée Robert-Lebel (meilleure moyenne de buts encaissés) : Cataractes de Shawinigan

### Récompenses individuelles
- Trophée Jean-Béliveau (meilleur pointeur) : Patrick LaFontaine, Juniors de Verdun
- Trophée Jacques-Plante (meilleure moyenne de buts encaissés) : Tony Haladuick, Voisins de Laval
- Trophée Michel-Bergeron (meilleur recrue offensive) : Patrick LaFontaine, Juniors de Verdun
- Trophée Frank-J.-Selke (joueur le plus gentilhomme) : Patrick LaFontaine, Juniors de Verdun
- Trophée Michel-Brière (meilleur joueur) : Patrick LaFontaine, Juniors de Verdun
- Trophée Émile-Bouchard (meilleur défenseur) :  Jean-Jacques Daigneault, Chevaliers de Longueuil
- Trophée Guy-Lafleur (meilleur joueur des séries éliminatoires) : Patrick LaFontaine, Juniors de Verdun
- Trophée Michael-Bossy (meilleur espoir) : Patrick LaFontaine, Verdun et Sylvain Turgeon, Olympiques de Hull
- Trophée Raymond-Lagacé (meilleur recrue défensive) : Bobby Dollas, Voisins de Laval
- Trophée Marcel-Robert (meilleur étudiant) : Claude Gosselin, Remparts de Québec